# Fjallsárlón

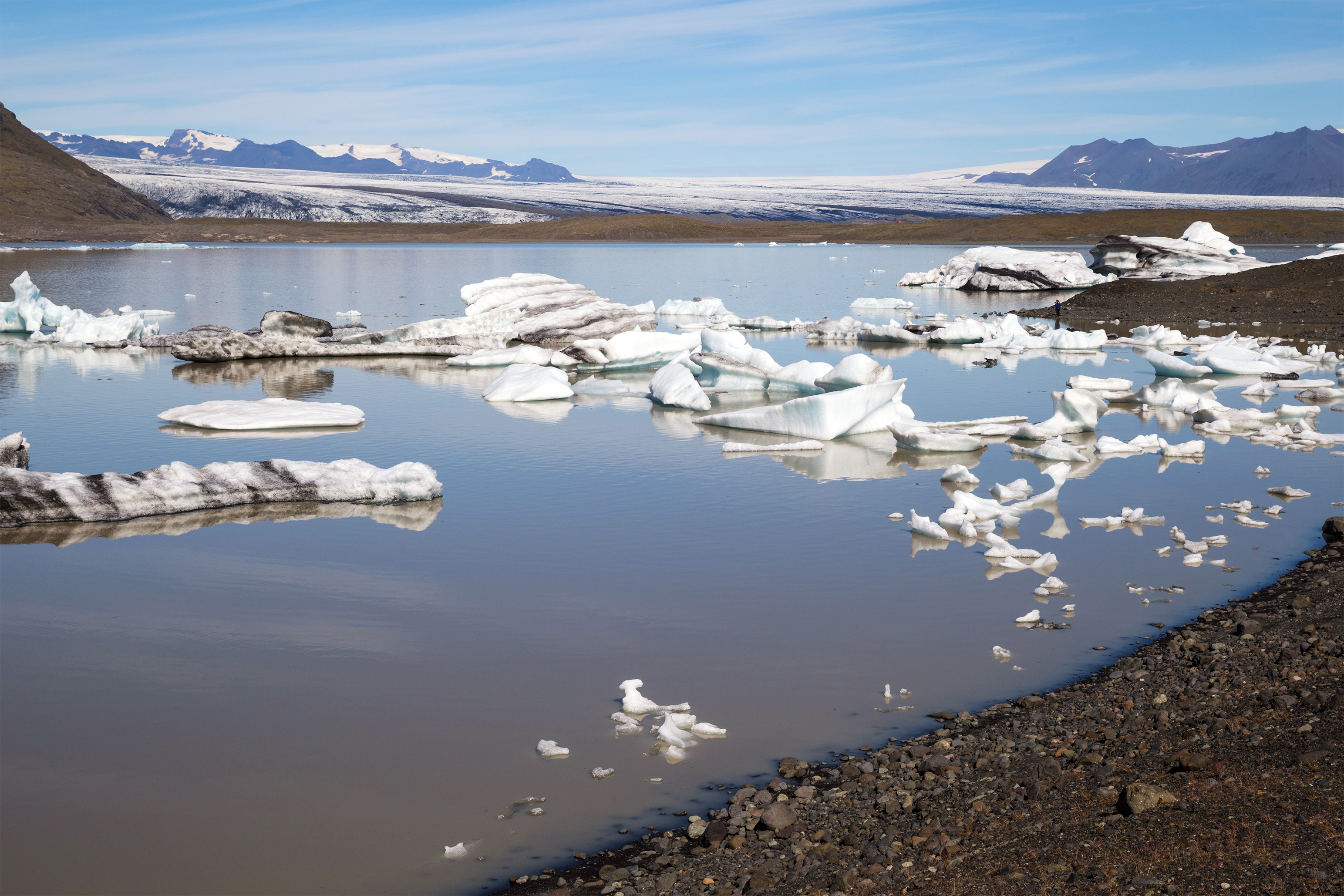
Fjallsárlón

Fjallsárlón är en issjö på södra sidan av Vatnajökull, mellan Öræfajökull och Breiðamerkurjökull. Ovanför sjön ligger vulkanen Öræfajökull, även om dess högsta topp, Hvannadalshnúkur, inte syns från sjön. Från Öræfajökull sträcker sig dess utloppsglaciär, Fjallsjökull, ner till sjön, i vilken dess glaciärtunga kalvar. Däremot är isbergen här mindre än vid sjön Jökulsárlón. Fjallsárlón ligger delvis inom den södra delen av Vatnajökulls nationalpark. 
Sjöns storlek är cirka 4 kvadratkilometer och den är upp till 160 meter djup.
Fjallsárlón ligger nära den mer kända sjön Jökulsárlón på Breiðamerkursandur i kommunen Hornafjörður. Segling och turism har utvecklats runt Fjallsárlón. Storlabbarna häckar på sina relativt lugna stränder i juni och vandrare bör vara försiktiga med dem.
Den 25 juni 2017 ställdes en del av Fjallsárlón under skydd av miljöminister Björt Ólafsdóttir och är nu en del av Vatnajökulls nationalpark tillsammans med Jökulsárlón och en del av Breiðamerkursandur.